# Hüttau
Hüttau è un comune austriaco di 1 506 abitanti nel distretto di Sankt Johann im Pongau, nel Salisburghese.